# Willard Rice
Willard Rice   (Newton, 21 d'abril de 1895 - Weston, 21 de juliol de 1967) va ser un jugador d'hoquei sobre gel estatunidenc que va competir durant les dècades de 1920 i 1930. El 1922 es graduà a la Universitat Harvard.
El 1924 va prendre part en els Jocs Olímpics de Chamonix, on guanyà la medalla de plata en la competició d'hoquei sobre gel. A nivell de clubs jugà al Boston Athletic Association.